# Venus (film 2022)
Venus è un film del 2022 diretto e co-sceneggiato da Jaume Balagueró. L'opera è liberamente tratta dal racconto I sogni nella casa stregata di H.P. Lovecraft.

## Trama
Un misterioso pianeta apparso improvvisamente si dirige verso la Terra.
Lucía, go-go dancer che lavora a contatto con dei criminali, sottrae un ingente quantitativo di droga con l'idea di scappare via. Viene tuttavia sorpresa da Moro, uno degli affiliati alla gang, e ha una violenta colluttazione fisica con lui: la donna riesce a scappare, tuttavia è ferita ed è costretta a dirigersi verso casa di sua sorella Rocío, che non vede da anni. Quest'ultima vive in un appartamento nel decrepito "Edificio Venus", insieme a sua figlia Alba ed è terrorizzata da una serie di avvenimenti inspiegabili che stanno accadendo: proprio quella notte ha deciso di portare via sua figlia. All'arrivo di Lucía, Rocío è costretta a rimandare i suoi piani per medicare la sorella che la supplica di lasciarla dormire almeno una notte. Rocío suo malgrado acconsente, tuttavia la mattina successiva sparisce e Lucía e Alba si ritrovano da sole.
Mentre cerca di capire che fine abbia fatto sua sorella e si mette in contatto con il complice Salinas, Lucía inizia a stringere un rapporto di forte intesa con la piccola Alba, alla quale promette che le avrebbe insegnato a ballare. Nel frattempo i criminali svolgono alcune indagini per capire dove sia finita, arrivando a comunicare addirittura l'accaduto al loro capo che coinvolge un segugio particolarmente talentuoso: Calvo. Quest'ultimo si procura un indumento di Lucia e lo porta a una sensitiva che con una premonizione individua la presenza di una certa Rocío in un palazzo chiamato "Venus" e il pericolo legato a questo luogo. Lucía accompagna nel frattempo sua nipote al compleanno di Olivia, nipotina delle uniche altre inquiline del palazzo, un trio di anziane signore.
Una volta tornate a casa, Alba racconta alla zia dell'inquilina del piano superiore, la cosiddetta "serva", la quale è in grado di entrare nel loro appartamento ogni qual volta qualcuno ha un incubo e porta con sé degli inquietanti doni come denti di bambini e boccette di lacrime. Contestualmente, la donna inizia ad avere degli inquietanti incubi riguardanti proprio sua nipote e sua sorella, tra cui uno in cui Rocío tenta di ucciderla. Nel frattempo i criminali interrogano le altre ballerine e riescono a scoprire che Rocío è la sorella di Lucía: quest'ultima ha intanto rivelato la sua posizione a Solinas, che arriva sul posto poco prima di Calvo e Moro. Ignara di cosa sta accadendo, e terrorizzata dopo aver lei stessa ricevuto un terribile dono dalla “serva”, Lucía lascia Alba davanti alla TV e sale all'appartamento del piano di sopra.
Qui Lucía trova sua sorella in fin di vita dopo terribili torture: scopre che dietro tutto ci sono proprio le tre anziane vicine di casa, che adesso vogliono mettere le loro mani su Alba. Nel frattempo Calvo è entrato nel palazzo e sta parlando proprio con le tre anziane per scoprire qual è l'appartamento di Lucía: le tre finiscono per ucciderlo per poi spedire la "serva" nel bagno di Rocío. Mentre arrivano i rinforzi per la banda, Solinas raggiunge Lucía e decide di tradirla per evitare di subire delle conseguenze: la accoltella e va in bagno per recuperare la droga e qui viene ucciso dalla “serva”. Subito dopo, le tre anziane vengono a prendere Alba: il loro scopo è far sì che la demone Lamaštu, da loro venerata, possa reincarnarsi in lei attraverso un rito, motivo per cui queste streghe stanno compiendo da decenni sacrifici di bambini.
Lasciata in fin di vita da ulteriori accoltellamenti, Lucía tenta una scelta disperata: cuce la ferita all'addome con una sparachiodi e assume un notevole quantitativo di droga per ottenere energia. Grazie alle sostanze psicoattive, la ragazza riesce a fronteggiare i criminali scatenando un'esplosione; subito dopo affronta Moro in un combattimento corpo a corpo: l'uomo soccombe davanti alla rinnovata energia della ragazza. Appropriatasi di un fucile dei criminali, Lucía sale nell'appartamento delle vicine, che nel frattempo hanno già iniziato il rito: vedendola in tali condizioni, sanguinante e in stato alterato dovuto alla droga, le donne ritengono che la demone si sia reincarnata in lei. In quel momento l'orbita del pianeta interseca l'eclittica fra la Terra e il Sole, causando un'eclissi. Lucía uccide le tre streghe e porta via la piccola Alba: la sua aura di potere riesce a spaventare perfino Arruza, il capo dei mafiosi, che si genuflette al suo cospetto e la lascia andare via con la nipote.

## Produzione
Il film è stato girato fra Madrid e Toledo tra il novembre 2021 e il febbraio 2022.

## Distribuzione
Il film è stato presentato per la prima volta in occasione del Toronto International Film Festival, per poi approdare al festival statunitense Fantastic Fest, allo spagnolo Sitges Film Festival, e all'italiano Torino Film Festival. La distribuzione nei cinema spagnoli è iniziata il 2 dicembre 2022. In Italia non ha avuto una distribuzione in sala, ma è stato trasmesso in prima visione assoluta su Rai 4 e RaiPlay il 20 marzo 2024.

### Edizione italiana
La direzione del doppiaggio e i dialoghi italiani sono curati da Giorgio Bassanelli Bisbal per conto di CDR.

## Accoglienza

### Incassi
Il film ha incassato 215 971 dollari al debutto in Spagna e 725 927 dollari nel resto del mondo.

### Critica
Sull'aggregatore Rotten Tomatoes il film riceve il 71% delle recensioni professionali positive con un voto medio di 6,1 su 10 basato su 14 critiche. Bloody Disgusting ha valutato il film con 3 teschi e mezzo e lo definisce «film horror d'azione brillante e disinvolto, molto più memorabile per i suoi raccapriccianti brividi ad alto numero di ottani che per i suoi brividi cosmici». Screen Anarchy ha considerato il film «molto divertente con orrore, criminalità, secchi di sangue, [...] fantastiche vecchie signore astute, un ragazzo carino e un'eroina spavalda». Hobby Consolas ha valutato il film con 58 punti su 100, esaltando la prestazione di Expósito e la scenografia, anche quando «il film perde la bussola: non è chiaro se sia un horror, un thriller a tinte soprannaturali o un dramma familiare splatter [...] con attimi di commedia involontaria». Desirée De Fez di Fotogramas dà una valutazione di 4 stelle su 5 e lo definisce un omaggio al cinema horror e alle sue protagoniste femminili («le sue final girls, le sue regine delle urla, le sue streghe e le sue imperatrici dello spavento»).